# Las Gąsienicowy

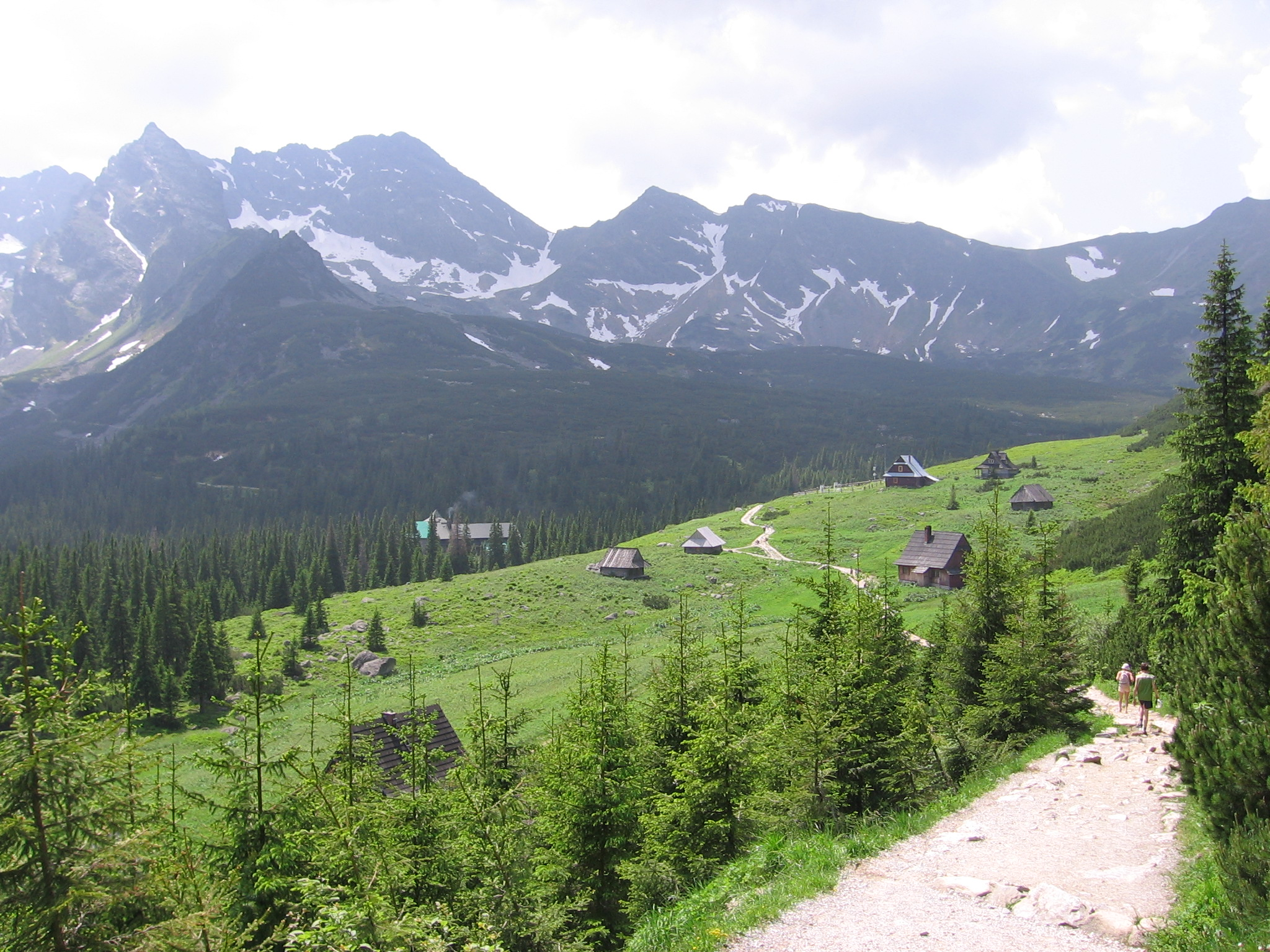
Blick von der Alm Hala Gąsienicowa auf den Wald

Las Gąsienicowy ist ein Bergwald in dem unteren Bereich des Tals Dolina Gąsienicowa in der polnischen Hohen Tatra. Am Waldrand zur Alm Hala Gąsienicowa befindet sich die Schutzhütte Schronisko PTTK Murowaniec. Es handelt sich um einen Nadelwald, der vor allem aus Fichten besteht. Der Wald hat den Charakter eines Urwald mit bis zu 500 Jahre alten Bäumen. 